# Jacques Perrin
Jacques Perrin (13. července 1941 Paříž, Francie – 21. dubna 2022, Paříž) byl francouzský filmový herec a režisér dokumentárních filmů.

## Filmografie (výběr)

### Celovečerní filmy
- 1946: Brány noci (Les Portes de la nuit), režie Marcel Carné
- 1958: Les Tricheurs (Les Tricheurs), režie Marcel Carné
- 1960: Pravda (La Vérité), režie Henri-Georges Clouzot
- 1961: Děvče se zavazadlem (La Ragazza con la valigia), režie Valerio Zurlini
- 1962: Rodinná kronika (Cronaca familiare), režie Valerio Zurlini
- 1965: Četa 317 (La 317e section), režie Pierre Schoendoerffer
- 1965: Zločin v expresu (Compartiment tueurs), režie Costa-Gavras
- 1966: Demarkační čára (La Ligne de démarcation), režie Claude Chabrol
- 1967: Slečinky z Rochefortu (Les Demoiselles de Rochefort), režie Agnès Varda a Jacques Demy
- 1969: Z (Z), režie Costa-Gavras
- 1970: Oslí kůže (Peau d'âne), režie Jacques Demy
- 1973: Stav obležení (État de siège), režie Costa-Gavras
- 1972: Domove, sladký domove! (Home Sweet Home), režie Benoît Lamy
- 1977: Krab bubeník (Le Crabe-tambour), režie Pierre Schoendoerffer
- 1980: Legie na Kolwezi (La Légion saute sur Kolwezi), režie Raoul Coutard
- 1981: Černý talár pro vraha (Une robe noire pour un tueur), režie José Giovanni
- 1981: La Disubbidienza (La Disubbidienza), režie Aldo Lado
- 1982: Čest kapitána (L'honneur d'un capitaine), režie Pierre Schoendoerffer
- 1984: Soudce (Le Juge), režie Philippe Lefebvre
- 1984: V záři reflektorů (Paroles et musique), režie Elie Chouraqui
- 1985: Slovo policajta (Parole de flic), režie José Pinheiro
- 1988: Bio Ráj (Nuovo cinema Paradiso), režie Giuseppe Tornatore
- 1990: Všem se daří dobře (Stanno tutti bene), režie Giuseppe Tornatore
- 2000: Místa zločinu (Scènes de crimes), režie Frédéric Schoendoerffer
- 2001: Bratrstvo vlků – Hon na bestii (Le Pacte des loups), režie Christophe Gans
- 2004: Slavíci v kleci (Les Choristes), režie Christophe Barratier
- 2005: Komisař (Le Petit lieutenant), režie Xavier Beauvois
- 2005: Peklo (L'Enfer), režie Danis Tanović

### Televize
- 1993: Zámek Oliviérů (Le Château des oliviers), televizní seriál, režie Nicolas Gessner
- 1998: L'Elefante bianco (L'Elefante bianco), televizní film, režie Gianfranco Albano
- 2003: Frank Riva (Frank Riva), televizní seriál, režie Patrick Jamain
- 2007: La Lance de la destinée (La Lance de la destinée), televizní film, režie Dennis Berry
- 2008: Zločin po italsku (Hold-up à l'italienne), televizní film, režie Claude-Michel Rome

## Ocenění
- 1966: Volpiho pohár na Benátském filmovém festivalu pro nejlepšího herce za film Un uomo a metà
- 1997: César pro nejlepšího producenta za film Mikrokosmos
- 2007: Prix Henri-Langlois
- 2007: nositel Řádu čestné legie